# Eurostat
Eurostat est une direction générale de la Commission européenne chargée de l'information statistique à l'échelle communautaire. Elle a pour rôle de produire les statistiques officielles de l'Union européenne, principalement en collectant, harmonisant et agrégeant les données publiées par les instituts nationaux de statistiques des pays membres de l'Union européenne, des pays candidats à l'adhésion et des pays de l'Association européenne de libre-échange.

## Historique
Eurostat a commencé à fonctionner en 1953 pour répondre aux besoins de la Communauté européenne du charbon et de l'acier (CECA) : l'article 47 du traité autorisait la communauté à collecter des statistiques, indispensables à sa bonne marche. À partir de 1958 Eurostat devient l'un des trois services partagés par la CECA, la Communauté économique européenne (CEE) et Communauté européenne de l'énergie atomique (Euratom). L'institution s'appelait « bureau de la statistique de la CECA » jusqu'en 1958, puis « Office statistique des communautés européennes » (OSCE), surnommé « Eurostat », qui est devenu le nom officiel dans les années 1990.
En 2002, Eurostat employait 640 personnes : 232 en catégorie A, 191 en catégorie B, 147 en catégorie C, 11 en catégorie D et 59 en catégorie END (expert national détaché).

### Affaires
Au début des années 2000, une polémique (en) a porté sur d'éventuels détournements de fonds. Il s'est avéré finalement que l'affaire avait été exagérée par les médias et l'agence anti-fraude de la Commission européenne, Eurostat ayant eu recours à des prestataires extérieurs simplement faute de moyens internes suffisants. Les quelques fonctionnaires européens impliqués ont pu être découverts grâce aux évaluations menées par l'Agence européenne de lutte antifraude (OLAF) et à ses compétences élargies à la suite des mécanismes européens mis en place en 1999 et qui avait conduit à la démission de la commission Santer.
En 2009, alors que le déficit public de la Grèce est estimé à 6 %, le Premier ministre grec Georges Papandréou révèle qu'il s'élève en fait à 12,7 % du PIB. Cela plonge le pays dans une crise financière. L'année suivante, Andréas Georgiou, chef d'Elstat, l'office des statistiques grecques, aurait fait grossir les chiffres du déficit et de la dette publique grecs (respectivement de 1,8 points et de 11,7 points) pour l’année 2009. Selon l'enquête menée, il se serait entendu avec Eurostat dans le but de faciliter la mise sous tutelle financière du pays. Dans une interview au Financial Times en date d'août 2016, Georgiou soutient la validité de ses statistiques et critique l'absence de condamnations de « ceux qui sont responsables des chiffres falsifiés dans le passé ». Finalement, il est condamné le 1er août 2017 à deux ans de prison avec sursis, décision dont il fera appel.
En 2010, la révélation de l'incapacité d'Eurostat à déceler les falsifications des comptes publics de la Grèce pose la question de ses compétences et de son mode de fonctionnement. Afin de se justifier, Eurostat a publié un rapport sur les problèmes des statistiques budgétaires grecques.

## Rôle et activités
Eurostat construit et publie des données statistiques au niveau communautaire (statistiques agrégées ainsi que détaillées pour chaque pays membre), afin d'éclairer les décisions des institutions européennes et d'informer les citoyens de l'Union.
Pour cela, Eurostat recueille les données collectées dans les pays membres (ou dans des pays tiers, comme la Suisse ou le Japon) par les instituts de statistique nationaux (pour la France, par exemple, il s'agit de l'Insee).
Eurostat incite les instituts nationaux de statistiques à publier des données harmonisées à l'échelle européenne, c'est-à-dire basées sur les mêmes définitions et instruments de mesure, et participe à cette harmonisation. Lorsque les données publiées ne sont pas harmonisées (par exemple, les taux de chômage publiés par des institutions nationales des pays membres ne sont pas définis de la même manière donc ne sont pas directement comparables), Eurostat retravaille les données et publie des versions harmonisées. Eurostat a introduit une méthodologie unifiée qui permet de comparer les indicateurs des différents pays.

## Aggrégats européens
Eurostat fournit parfois des agrégats, par exemple:
| Libellé avant le 2 mars 2020 | Libellé après le 3 mars 2020 | Remarque                                            |
| ---------------------------- | ---------------------------- | --------------------------------------------------- |
| UE28                         | UE28                         | Union européenne (composition antérieure au Brexit) |
| UE27_2019                    | UE27_2020                    | Union européenne (sans le Royaume-Uni)              |
| UE27                         | UE27_2007                    | Union européenne (avant l'adhésion de la Croatie)   |
| Source: Eurostat             |                              |                                                     |

À partir du 1er février 2020, Eurostat publie de nouveaux agrégat pour 2 530 jeux de données pour refléter la nouvelle composition de l'Union européenne. Les dernières données publiées pour l'Modèle:Europe des Vingt-Huit comprenant le Royaume-Uni sont publiés en janvier 2020, au quatrième trimestre 2019 ou pour l'année 2019 suivant la périodicité.
À partir de janvier 2021, le Royaume-Uni n'est plus impliqué dans eurostat dans le cadre de son ancienne appartenance à l'union européenne, mais eurostat pourra continuer à diffuser des données britanniques dans le cadre de l'article "UNPRO.5.2 coopération statistique" de l'accord de libre échange entre l'Union européenne et le Royaume-Uni en application provisoire à partir du premier janvier 2021.

## Insertion institutionnelle
Eurostat prend place au sein de deux structures européennes :
- Le Système statistique européen (SSE)[a], auquel appartiennent aussi des banques, des instituts statistiques ou encore des organismes qui collectent les informations dans toute l'Europe (dont la Norvège, l'Islande et la Suisse).

- Le Comité des statistiques monétaires, financières de balance des paiements dans lequel se retrouvent aussi les banques centrales nationales, la Banque centrale européenne et la Direction générale des affaires économiques et financières de la Commission européenne.

Le SSE, dont fait partie Eurostat, coopère avec l'OCDE, le FMI. Eurostat travaille également avec l'Organisation des Nations unies.

### Domaines de compétence
Eurostat travaille principalement sur les domaines de compétences de la politique communautaire (ceux-ci s'étant fortement étendus, Eurostat analyse pratiquement toutes les informations recensées)
Il est divisé en neuf thèmes :
- statistiques générales - dans lesquelles sont incluses les statistiques régionales ;
- économie et finances ;
- population et conditions sociales ;
- industrie, commerce et services ;
- agriculture et pêche ;
- commerce extérieur - finances publiques ;
- transports ;
- environnement et énergie ;
- sciences et technologie.

Tous les cinq ans, Eurostat développe un programme statistique qui cible un ou plusieurs secteurs pour des analyses poussées et des publications plus riches : de 2003 à 2007, le programme est centré sur les
- indicateurs essentiels sur l'élargissement ;
- statistiques sur le pacte de stabilité et de croissance ;
- données essentielles sur le marché du travail, l'environnement, les services et les conditions de vie ;
- indications sur la structure de l'UE.

Ce programme est développé en partenariat avec les institutions qui demandent certaines statistiques précises.

### Diffusion
Pour la diffusion de ses données, tout comme pour collecter les données sur le terrain, Eurostat s'appuie sur l'institut national de statistiques de chaque pays (en France, par exemple, le partenaire est l'Insee ; en Grèce, ELSTAT).
L'ensemble des statistiques sont disponibles gratuitement en téléchargement sur le site internet d'Eurostat ou sur le portail de données ouvertes de la Commission Européenne.
La traduction automatique de certaines pages en anglais est disponible pour les 23 autres langues officielles de l'union européenne, depuis 2021.

#### Publications
Eurostat publie chaque année les produits suivants :
- L'annuaire d'Eurostat - la totalité des données analysées (disponible en version imprimée et CD-rom) ;
- statistiques en bref - l'essentiel des statistiques ;
- eurostatistiques - analyse économique et sociale ;
- portrait social de l'Europe - situation sociale des États membres ;
- comptes économiques de l'Union Européenne - données macroéconomiques, par exemple la balance des paiements ;
- panorama de l'Union Européenne.

#### Bases de données
Eurostat possède la plus grande base de données concernant les statistiques européennes :
- New Cronos - cent millions de données sur les pays membres (et partenaires) ;
- Comext - statistiques sur le commerce intra et extra-communautaire ;
- Regio - données socio-économiques par régions ;
- Europroms - base de données sur les produits industriels.

Ces bases de données peuvent être exploitées pour une publication personnalisée.

## Organisation interne
Eurostat est divisé en directions(A-G) :
- Direction A - Ressources ;
- Direction B - Méthodologie ; Diffusion; Coopération dans le Système statistique européen ;
- Direction C - Statistiques macroéconomiques ;
- Direction D - Statistiques des finances des administrations publiques (GFS) et qualité ;
- Direction E - Statistiques régionales et sectorielles ;
- Direction F - Statistiques sociales ;
- Direction G - Statistiques des entreprises et du commerce.

Chaque direction comporte des unités avec des coordinateurs (E1, F3 etc.)
Directeur général d'Eurostat
| Nom                          | Nationalité | Mandat       |
| ---------------------------- | ----------- | ------------ |
| Rolf Wagenführ               | Allemagne   | 1952–66      |
| Raymond Dumas                | France      | 1966–73      |
| Jacques Mayer                | France      | 1973–77      |
| Aage Dornonville de la Cour  | Danemark    | 1977–82      |
| Pieter de Geus               | Pays-Bas    | 1982–84      |
| Silvio Ronchetti             | Italie      | 1984–87      |
| Yves Franchet                | France      | 1987–03      |
| Michel Vanden Abeele         | Belgique    | 2003–04      |
| Günther Hanreich             | Autriche    | 2004–06      |
| Hervé Carré                  | France      | 2006–08      |
| Walter Radermacher           | Allemagne   | 2008–2016    |
| Mariana Kotzeva, par intérim | Bulgarie    | 2017–Présent |